# Tilda Swinton. The Love Factory
Tilda Swinton. The Love Factory ist ein dokumentarischer Kurzfilm von Luca Guadagnino aus dem Jahr 2002.

## Produktion und Veröffentlichung
Der Film dokumentiert ein Gespräch, das Guadagnino während der Filmfestspiele 2002 in Cannes im Hotel Majestic mit Tilda Swinton geführt hat. Der Film wurde am 10. Oktober 2002 während der 59. Internationalen Filmfestspiele von Venedig in der Reihe Nuovi territori gezeigt.
Für den Filmproduzenten Marco Morabito war der Film die erste Kooperation mit Guadagnino, mit dem er in der Folge in acht weiteren Filmen zusammengearbeitet hat, darunter auch I Am Love. Aufgenommen wurde das Gespräch von Estela Junia, für die es bei dieser einmaligen Zusammenarbeit mit Guadagnino blieb.

## Themen
Themen des Gesprächs sind das Kino, die Einsamkeit und die Liebe. Guadagnino hatte bereits 1999 einen Film mit Tilda Swinton gedreht. The Protagonists war 1999 auf dem Festival in Venedig vorgestellt worden, wo er mit dem FEDIC (Federazione Italiana dei Cineclub)-Award (Special Mention) ausgezeichnet wurde. 
In Interviews erklärten sowohl Guadagnino als auch Swinton, dass sich in der Folge dieses Gesprächs ihre über Jahre dauernde Zusammenarbeit in Bezug auf den Film I Am Love ergeben habe. Aus dem Film von 2002 sei die Idee entstanden, einen Film über die Liebe und über die Lebenswelt, wie sie der Kapitalismus hervorbringe, zu machen. Die Idee sei von ihr gekommen, sagt Regisseur Guadagnino. Sieben Jahre lang hätten sie dann an ihrem Projekt gearbeitet. Guadagnino kommentierte den Titel des Films als perfekte Beschreibung von Tilda Swinton: „Er ist die Idee eines Ortes, wo Disziplin und Leidenschaft nebeneinander existieren.“
Wie Tilda Swinton 2010 in einem Interview mit dem Guardian sagte, habe sie das Thema über die Beziehung von Liebe und Einsamkeit, „the last taboo of modern western world,“ seitdem nicht mehr losgelassen. Seit dem Gespräch mit dem Regisseur in Cannes sei sie sozusagen „schwanger“ mit dem Thema gewesen. „Kapitalismus basiert auf der Idee, dass man weggehen kann, woanders eine duftende Kerze anzünden und dann irgendwie weniger einsam sein. Ich glaube aber, Sache ist, dass man vollständig einsam ist, und je schneller wir unsere Einsamkeit akzeptieren und umarmen, umso gesünder sind wir. Und dass wirkliche Liebe nichts zu tun hat mit der romantischen Idee von Einssein, das uns gegenseitig befreien und heilen könnte von unserer Einsamkeit, es bedeutet, sich gegenseitig als Individuum zu bezeugen und zu sagen: Ich zeige dir meine [Einsamkeit], wenn du mir deine zeigst.“